# 崔恩慶
崔 恩慶（チェ・ウンギョン 、朝鮮語: 최은경、1973年 1月27日 〜 ）は、大韓民国の韓国放送公社 (KBS) 所属のアナウンサー。

## 学歴
- 1992年、馬山女子高等学校（朝鮮語版） 卒業
- 1996年、梨花女子大学校 師範大学 英語敎育学科 学士

## 経歴
- 1995年 21期 KBS 公開採用のアナウンサー (KBS昌原放送総局 地域の勤務)